# Benediktinerabtei En-Calcat

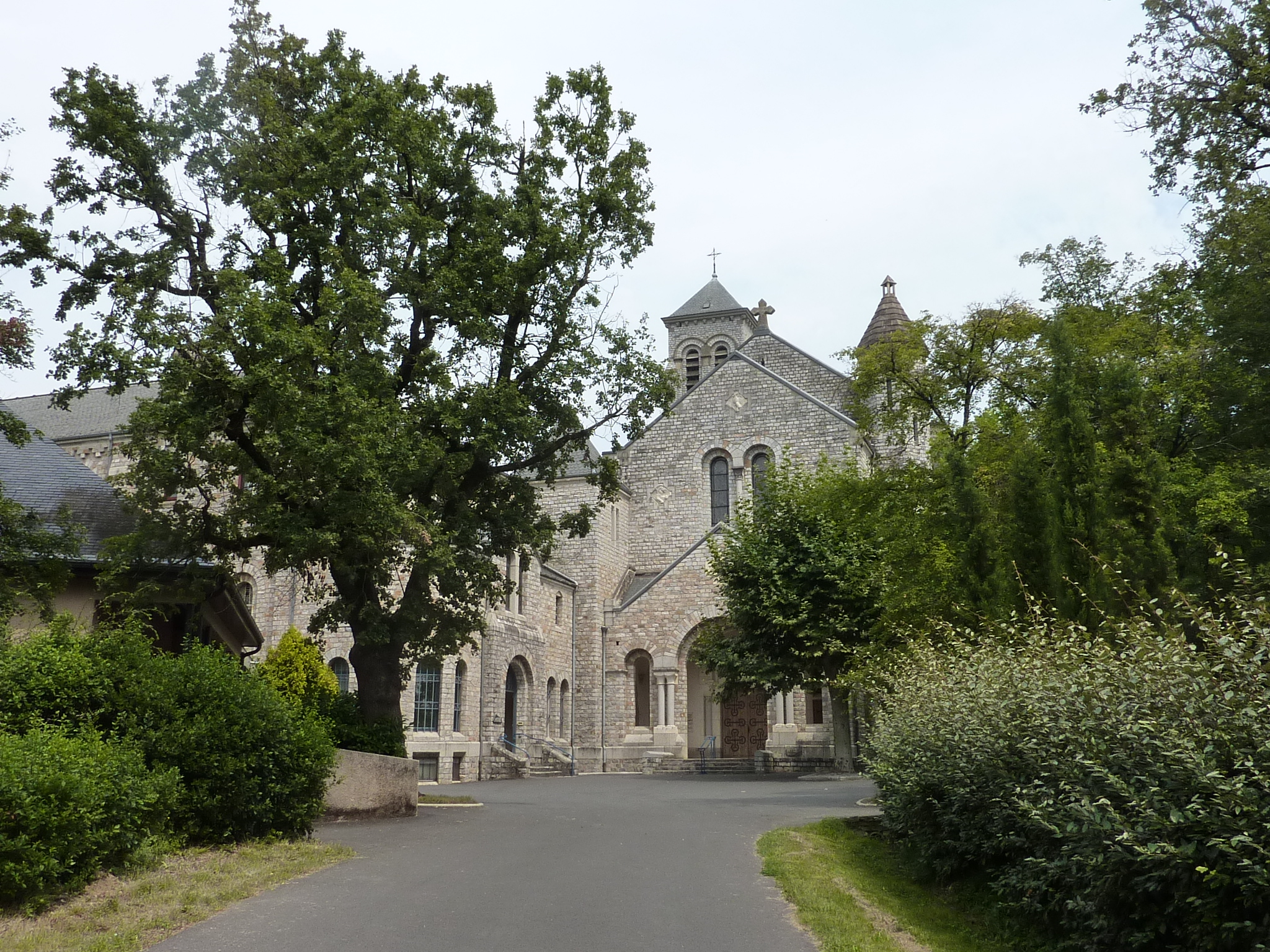
Benediktinerabtei Abtei Saint-Benoît d’En Calcat

Die Benediktinerabtei En-Calcat ist seit 1890 ein Benediktinerkloster in Dourgne (Département Tarn) im Erzbistum Albi in Frankreich. Die Abtei gehört der Französischen Provinz der Benediktinerkongregation von Subiaco und Montecassino an.

## Geschichte

### Ursprung
Die geistliche Partnerschaft von Marie Cronier und Romain Banquet, Mönch des von Jean-Baptiste Muard gegründeten Klosters Pierre-Qui-Vire, führte 1890 zur Gründung eines benediktinischen Doppelklosters in Dourgne, südöstlich Toulouse. Die Mönche bauten das Kloster Saint-Benoît (Sankt Benedikt) im Ortsteil En-Calcat, die Nonnen 1 km entfernt das Kloster Sainte-Scholastique. Beide Klöster wurden 1896 zur Abtei erhoben.

### Vertreibung und Rückkehr
1903 wurde das Männerkloster von der Dritten Republik vertrieben und ging nach Spanien ins Exil (bis 1908 nach Ribes de Freser, dann nach Besalú). Im Ersten Weltkrieg wurden 33 Mönche zum Kriegsdienst eingezogen, 10 davon fielen vor dem Feind. Dann verzichtete die Republik stillschweigend auf ihre Kirchenverfolgung, und der Konvent konnte ab Januar 1918 wieder nach En-Calcat zurückkehren (die letzten Mönche verließen Spanien 1925).

### Tochtergründungen und weitere Entwicklung
Von 1931 bis 1935 wurde die Klosterkirche errichtet. Gleichzeitig gründete man ein Tochterkloster in Madiran (später nach Tournay verlegt). 1939/1940 wurden wieder 45 Mönche zum Kriegsdienst eingezogen (von denen einer fiel). 1945 gründete das Kloster einen Verlag und publizierte 1954 ein eigenes Stundenbuch. 1952 zählte man 120 Mönche und gründete Tochterklöster in Afrika. Die Folgen des 2. Vatikanischen Konzils erschütterten das Kloster erheblich. Heute leben dort rund 50 Patres. Pro Jahr zählt das Kloster 10 000 Übernachtungen, zum großen Teil Pilger auf dem Jakobsweg.

### Äbte
- 1896–1923: Romain Banquet
- 1923–1943: Marie Cambarou († 1944)
- 1943–1953: Marie de Floris (1910–1994)
- 1953–1966: Germain Barbier († 1971)
- 1965–1978: Dominique Hermant († 2010)
- 1979–1996: Thierry Portevin
- 1996–2009: André-Jean Demaugé
- 2009–2020 David Tardif d’Hamonville
- 2020–2021 Emmanuel Roques († 2021)

### Gründungen
- 1932: Madiran, 1952 gewechselt nach Tournay
- 1952–1968: Tioumliline, Provinz Taroudannt, (Marokko)
  - 1960: Bouaké, Elfenbeinküste
  - 1961:  Koubri, Ouagadougou, Burkina Faso
- 1961: Dzogbégan, Danyi-Apéyémé, Region Plateaux, Togo

## Varia
Die Philosophin Simone Weil verbrachte die Ostertage 1942 im Kloster En Calcat.